# Runar Norheim
Runar Robinsønn Norheim (* 14. Februar 2005) ist ein norwegischer Fußballspieler, der aktuell bei Tromsø IL in der Eliteserien unter Vertrag steht.

## Karriere
Norheim begann seine fußballerische Ausbildung beim Varden FK. Im August 2020 wechselte er zum norwegischen Erstligisten Tromsø IL. Gegen Sandnes Ulf debütierte er am 21. September 2020 (16. Spieltag) in der 1. Divisjon nach Einwechslung kurz vor Schluss im Alter von 15 Jahren. Bis zum Ende der Saison spielte er insgesamt dreimal in Norwegens zweiter Fußballliga. Nach dem Aufstieg in die Eliteserien, spielte er das erste Mal in der höchsten norwegischen Spielklasse nach Einwechslung gegen den FK Haugesund.